# Picaformigues de Jameson
El picaformigues de Jameson (Parmoptila jamesoni) és un ocell de la família dels estríldids (Estrildidae).

## Hàbitat i distribució
Habita boscos de l'est de la República Democràtica del Congo.